# Глемп, Юзеф
Юзеф Глемп (пол. Józef Glemp; 18 декабря 1929, Иновроцлав — 23 января 2013, Варшава) — польский кардинал. Архиепископ Варшавы с 7 июля 1981 по 1 апреля 2007 и примас Польши с 7 июля 1981 по 18 декабря 2009. Архиепископ Гнезно с 7 июля 1981 по 25 марта 1992. Ординарий верных восточного обряда, проживающих в Польше с 18 сентября 1981 по 9 июня 2007. Кардинал-священник с титулом церкви Санта-Мария-ин-Трастевере с 2 февраля 1983.

## Ранние годы
Родился в гнезненском архидиоцезе, в семье шахтёра Казимежа Глемпа, участвовавшего в великопольском восстании 1918—1919 годов. Во время Второй мировой войны был угнан на принудительные работы в нацистскую Германию. Только по окончании войны смог получить среднее образование, 22 мая 1950 года поступил в гнезненскую семинарию, а 25 мая 1956 года там же, в Гнезно, в кафедральном соборе был посвящён в священники. В 1956—1958 годах — на пастырской работе в Познани, воспитатель неизлечимо больных детей в детских домах в Мелижине и Виткове, преподаватель катехизиса.
В 1958 году уезжает продолжать обучение в Рим, где заканчивает Папский Латеранский университет, получив в 1964 году степень доктора канонического и гражданского права. После практики присуждается звание адвоката Трибунала Римской Роты (высший церковный апелляционный суд). В это же время он одновременно изучает латинский язык и церковную администрацию в Папском Григорианском университете.

## В секретариате примаса Польши
В 1964 году возвращается в Гнезно, где работает секретарём местной семинарии и нотариусом епархиальной курии и трибунала. С 1967 — в секретариате примаса Польши кардинала Стефана Вышиньского в Варшаве. На протяжении почти 15 лет являлся одним из ближайших соратников главы польской католической церкви, в качестве личного духовника и главы секретариата сопровождая его в поездках по Польше и за её пределы. Он участвовал в работе различных комиссий польского епископата и преподавал каноническое право в Академии католического богословия в Варшаве. В 1972 году был назначен Капелланом Его Святейшества, а в марте 1976 года — каноником архиепископской кафедры в Гнезно.

## Епископ
4 марта 1979 года папа римский Иоанн Павел II назначает Глемпа епископом Варминьским (северо-восточная часть Польши). Рукоположён в сан 21 апреля 1979 года в гнезненском кафедральном соборе кардиналом Стефаном Вышиньским. Ординацию помогали проводить краковский архиепископ и будущий кардинал Франтишек Махарски и вспомогательный епископ Вармии Ян Владислав Облак.

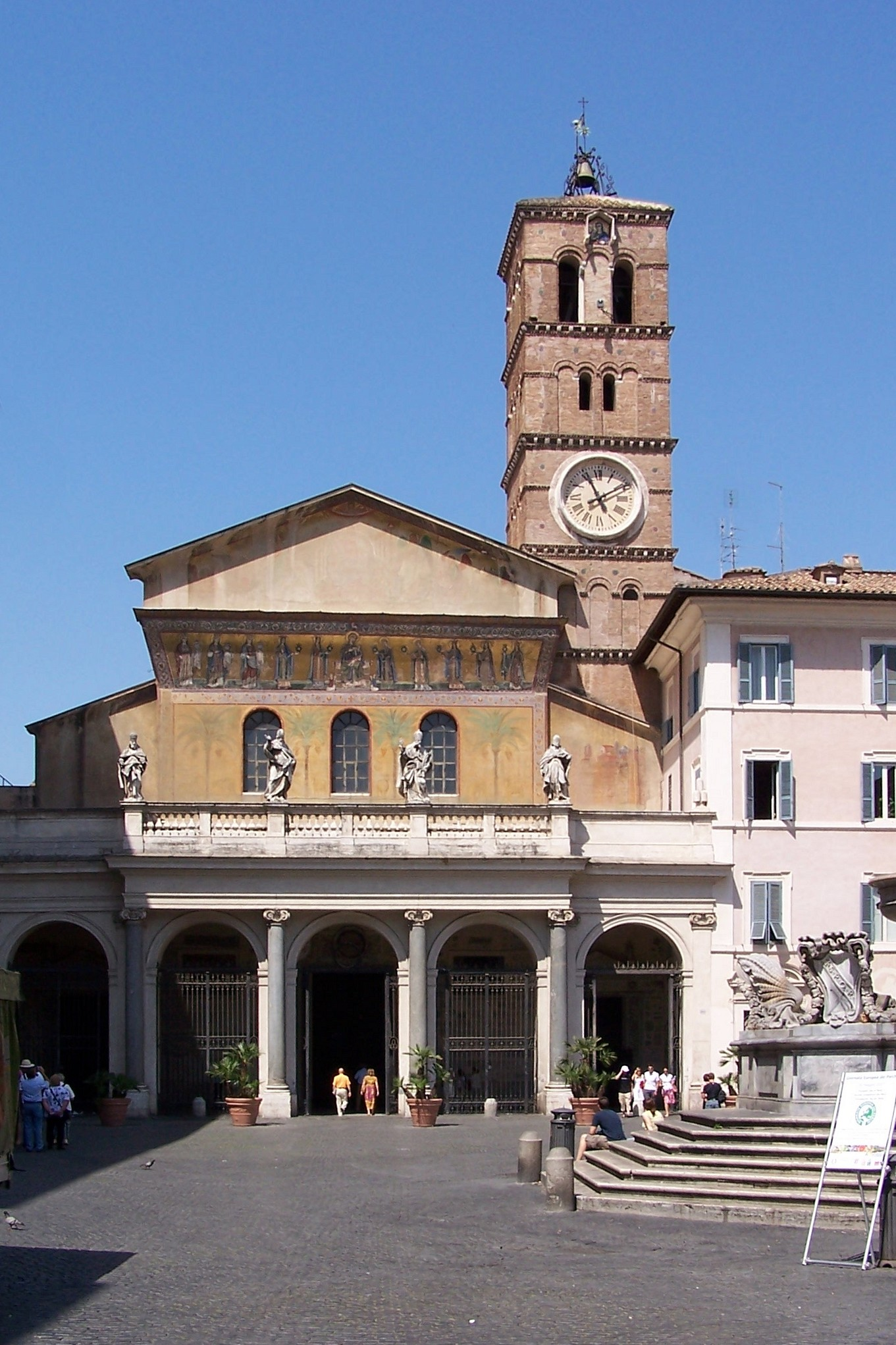
Церковь Святой Марии в Трастевере, титулярная церковь кардинала Глемпа

## Глава католической церкви Польши
7 июля 1981 года после смерти кардинала Вышиньского был назначен его преемником на постах архиепископа Гнезненского и Варшавского, примаса Польши. С 18 сентября 1981 года также стал ординарием верных восточного обряда, живущих в Польше, это пост он занимал до 9 июня 2007 года. В 1981—2004 годах являлся председателем Епископской конференции Польши.
25 марта 1992 года в ходе реформирования польских диоцезов папа Иоанн Павел II разделил гнезненскую и варшавскую митрополии. Глемп был назначен архиепископом Варшавским, а кафедру в Гнезно занял Генрик Мушинский. Глемп как опекун мощей Святого Адальберта по-прежнему остался примасом Польши, так как этот титул связан с историческим наследием одного из самых почитаемых в Польше святых.
По инициативе кардинала Юзефа Глемпа Сейм 23 октября 1998 года подтвердил своё решение от 1791 года сооружения Храма Провидения Божия в Варшаве.

## Кардинал
Возведён в сан кардинала папой Иоанном Павлом II на консистории 2 февраля 1983. Кардинал-священник церкви Санта-Мария-ин-Трастевере (итал. Santa Maria in Trastevere), одной из старейших римских церквей.
Участвовал в конклаве 2005 года, на котором папой римским был избран Бенедикт XVI.
6 декабря 2006 года папа римский принял отставку кардинала Глемпа с поста архиепископа-митрополита Варшавского, хотя Глемп сохранит титул  примаса Польши до своего восьмидесятилетия. Преемником на посту архиепископа стал Станислав Войцех Вельгус. После недолго архиепископства Вельгуса и его отказа от Варшавской кафедры, 6 января 2007 года Глемп вновь стал апостольским администратором Варшавы до 1 апреля 2007 года. 1 апреля 2007 года архиепископом-митрополитом Варшавским стал Казимеж Ныч.
9 декабря 2008 года вместе с кардиналами Эчегараем и Каспером представлял делегацию Святого Престола на похоронах Святейшего патриарха Московского и всея Руси Алексия II.
18 декабря 2009 года кардиналу Глемпу исполнилось 80 лет и он потерял право участвовать в Конклавах и потерял титул примаса Польши.
Владел латинским, итальянским, немецким, французским и английским языками.

## Кончина
Кардинал Юзеф Глемп скончался 23 января 2013 года, в 9:30 вечера, в больнице «Instytut Grużlicy i Chorób Płuc», в Варшаве, от рака легких.

## Награды
- Орден Белого орла (2009 год)[5]